# Olavi Rinteenpää
Olavi Rinteenpää   (Hèlsinki, 24 de setembre de 1924 - 10 de gener de 2022) va ser un atleta finlandès, especialista en les 3.000 metres obstacles, que va competir durant la dècada de 1950.
El 1952 va prendre part en els Jocs Olímpics d'Estiu de Hèlsinki, on fou quart en la cursa dels 3.000 metres obstacles del programa d'atletisme. Quatre anys més tard, als Jocs de Melbourne, fou onzè en la mateixa prova.
En el seu palmarès destaca una medalla de plata en els 3.000 metres obstacles al Campionat d'Europa d'atletisme de 1954, rere Sándor Rozsnyói. El 1953 va establir el rècord del món de la distància, tot i que la IAFF no començar a registrar els rècords en aquesta prova fins al 1954. El 1953 va guanyar el campionat nacional de camp a través.

## Millors marques
- 5.000 metres. 14' 22.0" (1953)
- 10.000 metres. 30' 00.2" (1953)
- 3.000 metres obstacles. 8' 44.4" (1953)[1][5]